# Kitagohaïta
La kitagohaïta és un mineral de la classe dels elements natius. Rep el nom del riu Kitagoha (República Democràtica del Congo), la seva localitat tipus.

## Característiques
La kitagohaïta és un aliatge de fórmula química Pt₇Cu. Va ser aprovada com a espècie vàlida per l'Associació Mineralògica Internacional l'any 2013. Cristal·litza en el sistema isomètric. La seva duresa a l'escala de Mohs és 3,5.

## Formació i jaciments
Va ser descoberta al riu Kitagoha, al seu pas per la regió de Lubero, a Kivu Nord (República Democràtica del Congo). També ha estat descrita a les localitats de Lemmenjoki i Ivalojoki, a la Província de Lapònia (Finlàndia). Aquests tres indrets són els únics de tot el planeta on ha estat descrita aquesta espècie mineral.